# Cherubino da Spoleto
Cherubino da Spoleto o da Negroponte (Isola di Negroponte, 1414 – Assisi, 4 agosto 1484) è stato un francescano, predicatore e scrittore italiano.

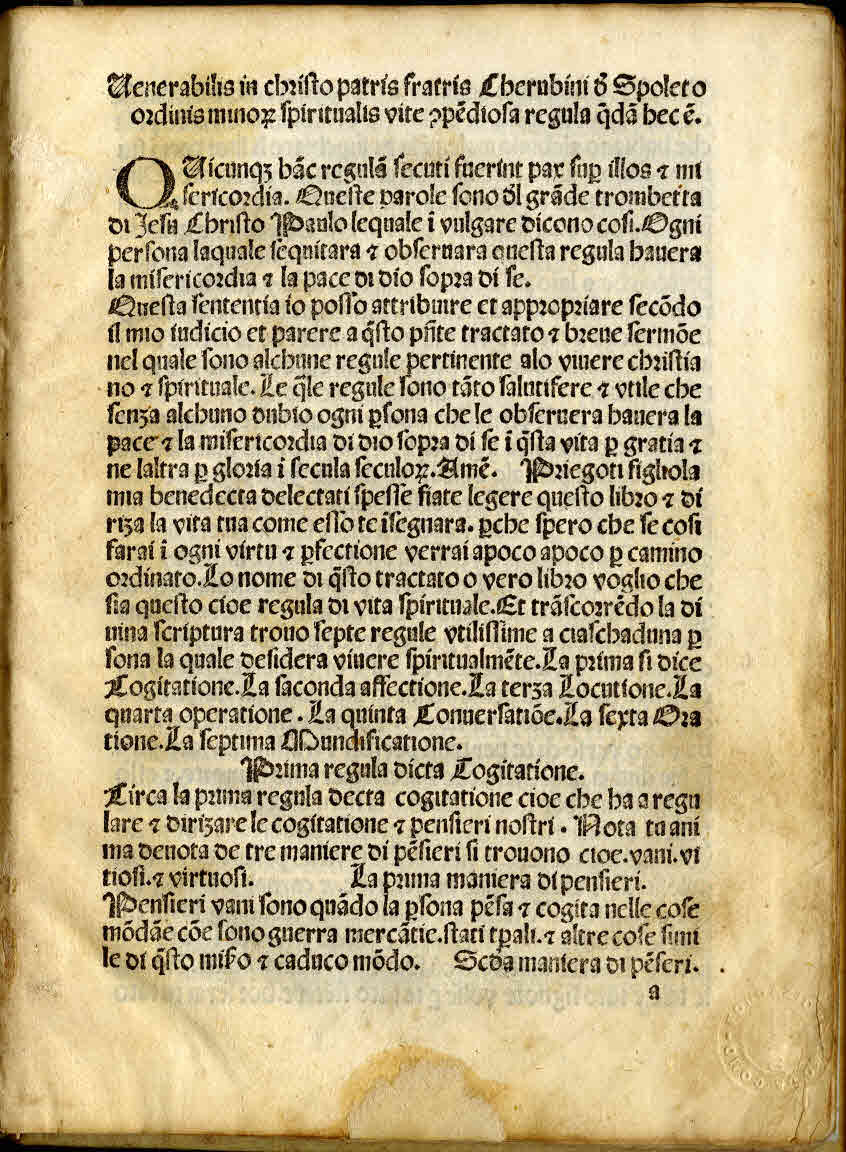
Prima pagina della Regola della vita spirituale, 1485

È detto "da Spoleto" per la sua frequentazione dell'ambiente religioso di Spoleto; si autodefinì "da Euriponte" per l'ultima volta nel 1454. Nell'isola di Eubea studiò filosofia dai 12 ai 16 anni, poi entrò nell'ordine francescano nel 1432 e infine diventò predicatore itinerante, probabilmente sul modello di Bernardino da Siena, con un'interruzione per scrivere le proprie opere.
Fu soprattutto attivo in Toscana e dell'Umbria, ma anche in Emilia Romagna. Ottenne vari provvedimenti ad Assisi e Perugia, nonché la fondazione del Monte dei poveri di Prato, il 1º ottobre 1476.

## Opere
- Regola della vita spirituale, Milano, Ulrich Scinzenzeler e Leonard Pachel, 1485.
- Regola della vita matrimoniale, Bologna, Platone Benedetti, 1489.